# Petržalka
Petržalka (en alemán: Engerau / Audorf; en húngaro: Pozsonyligetfalu) es el barrio de mayor tamaño de Bratislava, la capital de Eslovaquia.
Situado en la orilla derecha del río Danubio, esta zona predominantemente residencial aloja aproximadamente 120,000 habitantes, siendo considerada a año 2008 la zona residencial más densamente poblada de Centro Europa.

## Historia

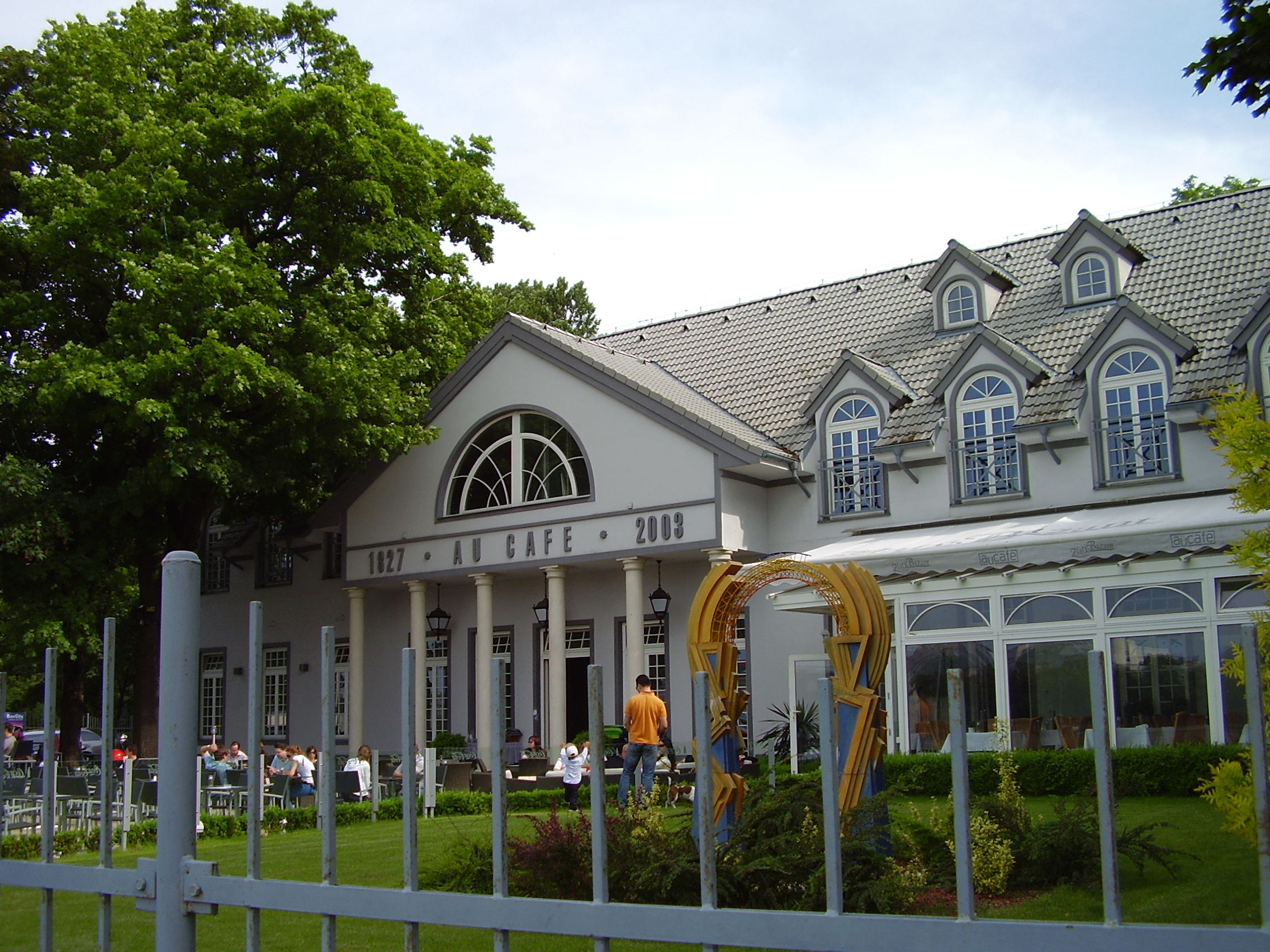
Au Café

Las primeras referencias históricas de Petržalka datan de 1225. El asentamiento fue originalmente habitado por mercenarios pechenegos en servicio activo.[cita requerida].
A mitad del siglo XVIII, las villas germánicas de Flocendorf y Engerau figuran en los mapas de la época, periodo durante el que la vecina ciudad de Pressburgo, la actual Bratislava, fue la capital del Reino de Hungría bajo el dominio de los Casa de Habsburgo.